# Edward Blyth

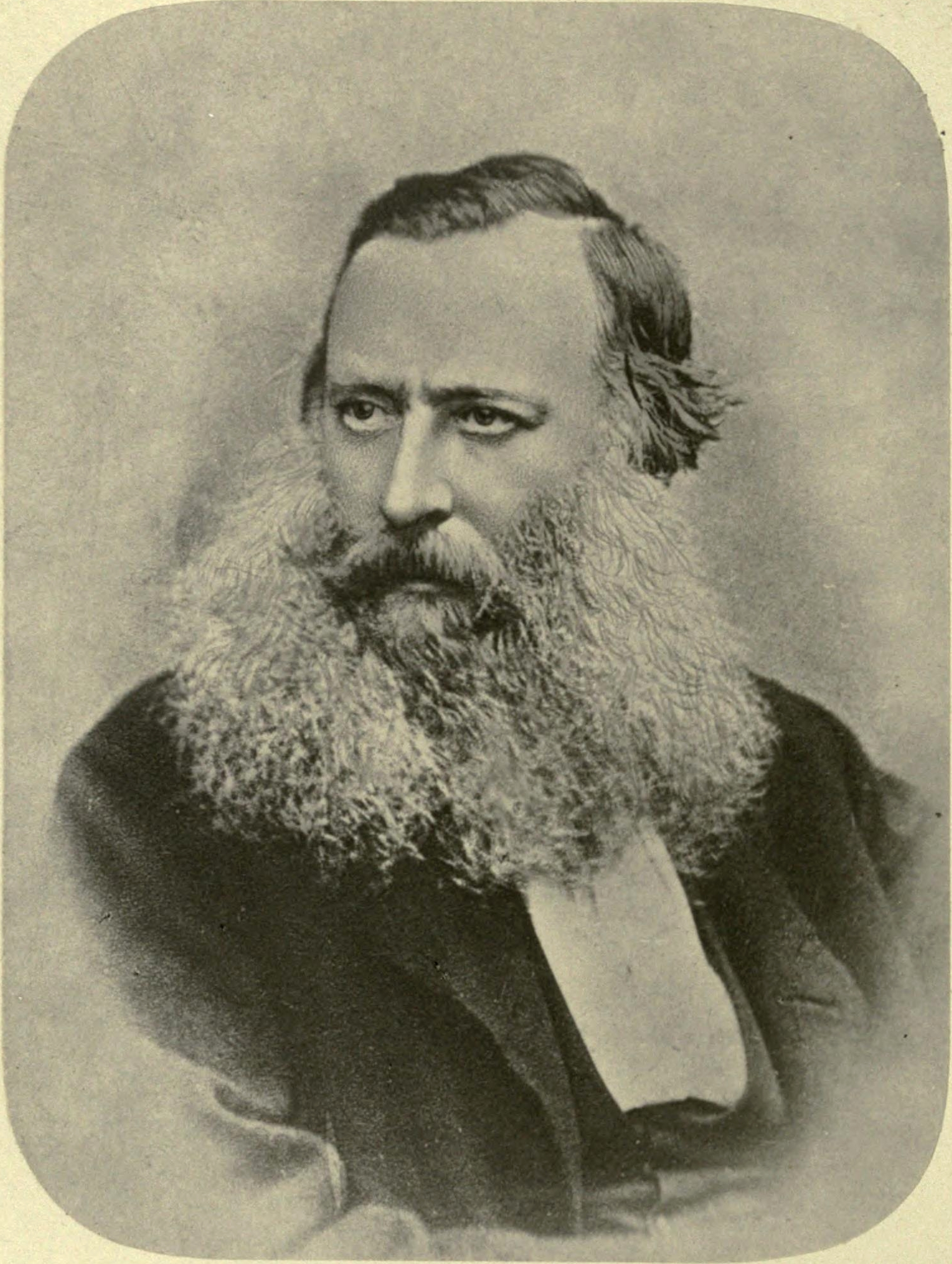
Edward Blyth

Edward Blyth (* 23. Dezember 1810 in London; † 27. Dezember 1873 ebenda) war ein englischer Zoologe und Ornithologe. Er ist bekannt als einer der Begründer der indischen Zoologie.

## Leben und Wirken
Blyth wurde am 23. Dezember 1810 in London geboren. 1841 reiste er nach Indien, um der Kurator der Royal Asiatic Society of Bengal zu werden. Er begann mit der Aktualisierung der Kataloge des Museums und veröffentlichte 1849 einen Katalog über die Vögel der Asiatic Society (Catalogue of the Birds of the Asiatic Society). Selbst konnte er nicht viel Feldarbeit leisten, aber er beschrieb viele Vogel-Arten, die er von Hume, Tickell, Swinhoe und anderen bekam. Bis 1862 blieb er Kurator, zu dem Zeitpunkt zwang ihn seine schlechte Gesundheit zur Rückkehr nach England. 1881 wurde sein Werk The Natural History of the Cranes postum veröffentlicht, ein Werk, das von William Bernhard Tegetmeier (1816–1912) überarbeitet und erweitert wurde.

## Dedikationsnamen
Charles Lucien Jules Laurent Bonaparte ehrte ihn 1854 im Gattungsnamen Blythipicus, ein Name, der sich aus seinem Namen und dem lateinischen Picus für Specht zusammensetzt. Mit einer Unterart der Schlichtprinie (Prinia inornata blythi (Bonaparte, 1850)) hatte er ihn bereits 1850 gewürdigt. Der Somalistar (Onychognathus blythii) wurde ihm 1859 von Ernst Hartert gewidmet. Alfred Russel Wallace widmete ihm 1864 Psittaculirostris desmarestii blythii, eine Unterart des Buntbrust-Zwergpapageis, da dieser ihn auf die Unterschiede zu bereits beschriebenen Arten hinwies. Major John Biddulph nannte 1882 eine Unterart des Weißbrauengimpels, die heute unter dem Namen Carpodacus thura blythi geführt ist, zu seinen Ehren. Die Unterart Cyornis rufigastra blythi des Mangroveblauschnäppers wurde von Christian Gottfried Giebel im Jahr 1875 als Synonym für Cyornis simplex Blyth, 1870 eingeführt. Auch im Namen einer Unterart des Graukopfstars (Sturnia malabarica blythii (Jerdon, 1845)) findet sich sein Name. 1870  würdigte ihn Thomas Caverhill Jerdon erneut im Namen des Blythtragopan (Tragopan blythii (Jerdon, 1870)). Jules Verreaux würdigte ihn 1871 in der Unterart Trochalopteron affine blythii des Schwarzscheitelhäherlings.
Außerdem kam Blyth in den Synonymen Phoenicopterus blythi Bonaparte, 1857 (entspricht dem Zwergflamingo (Phoeniconaias minor)), Alcippe poioicephala blythi Collin & Hartert, 1927 (entspricht der Graukopfalcippe (Alcippe poioicephala karenni)), Muscicapa blythi Rothschild, 1921 (entspricht dem Elsterschnäpper (Ficedula westermanni collini)), Phaiopicos blythii Malherbe, 1849 (entspricht dem Rötelspecht (Micropternus brachyurus)), Gorsachius melanolophus blythi Hachisuka, 1926 (entspricht der Nominatform des Wellenreihers (Gorsachius melanolophus)) und Sylvia curruca blythi Ticehurst & Whistler, 1933 (entspricht der Nominatform der Klappergrasmücke (Sylvia curruca)) zu Ehren.
Weiters beschrieben 1870 Francis Day die zu den Gebirgswelsen gehörende Art Myersglanis blythii, 1876 William Theobald mit Mocoa blythii ein Synonym zu der zu den Skinken gehörenden Unterart Scincella ladacensis himalayana,  1867 Franz Steindachner  mit Euprepes blythi ein Synonym zu der zu den Skinken gehörenden Art Asymblepharus himalayanus, 1859 Robert Fisher Tomes das Kleine Mausohr (Myotis blythii), 1853 die zu den Schildschwänzen gehörende Art Rhinophis blythii und 1920 George Albert Boulenger die zu den Froschlurchen gehörende Art Limnonectes blythii.

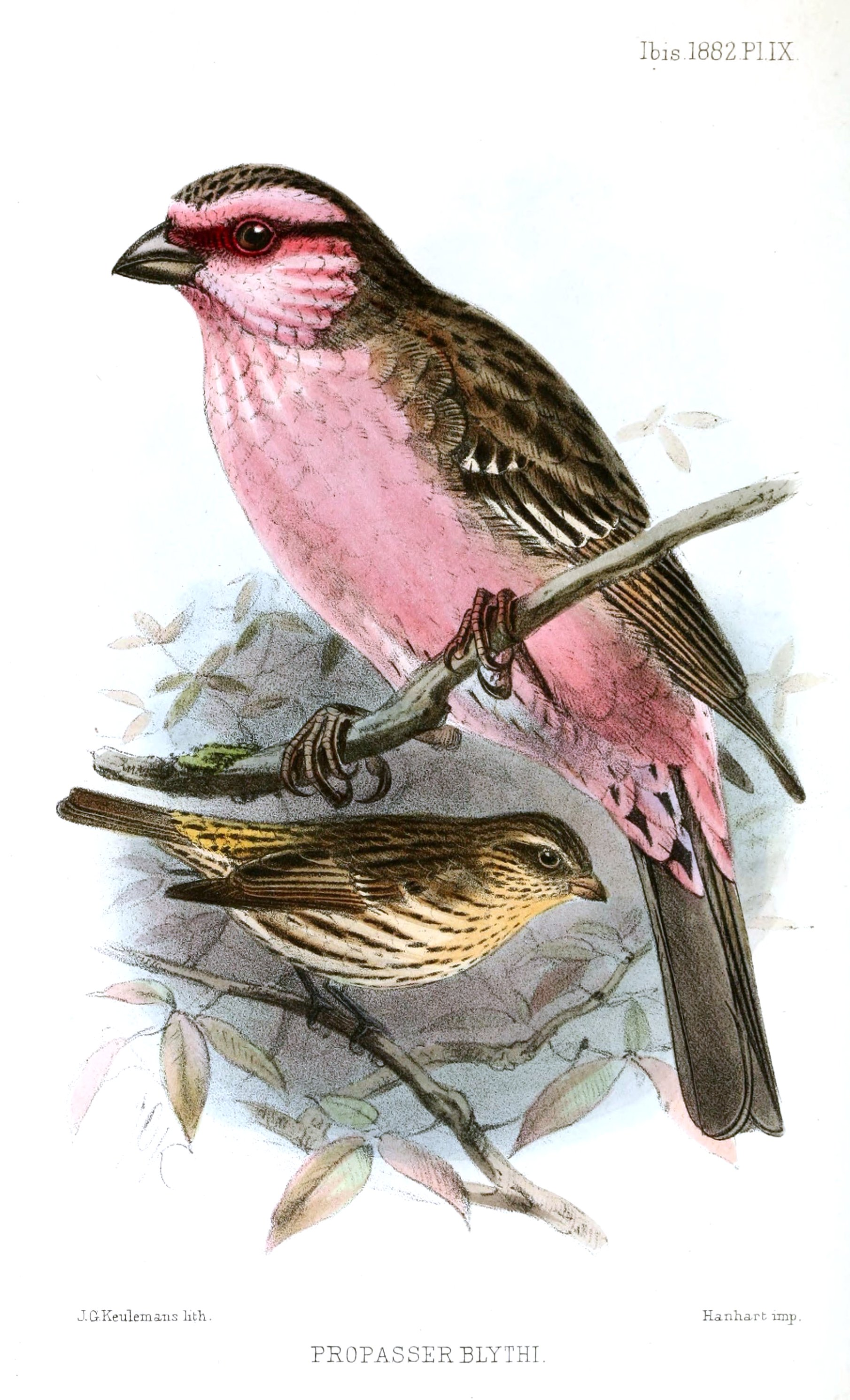
Carpodacus thura blythi illustriert von John Gerrard Keulemans
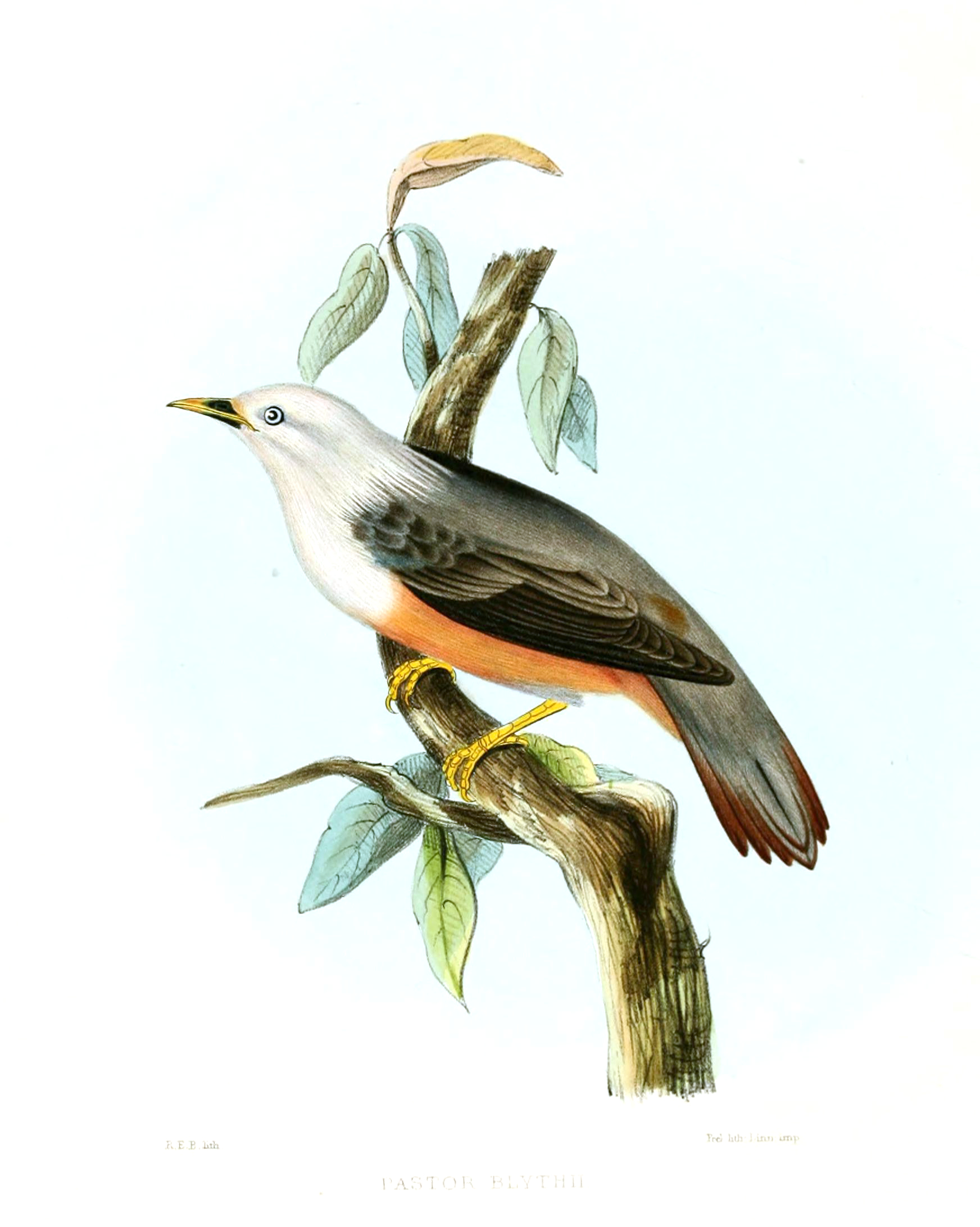
Sturnia malabarica blythii gelegentlich auch als eigene Art Sturnia blythii geführt
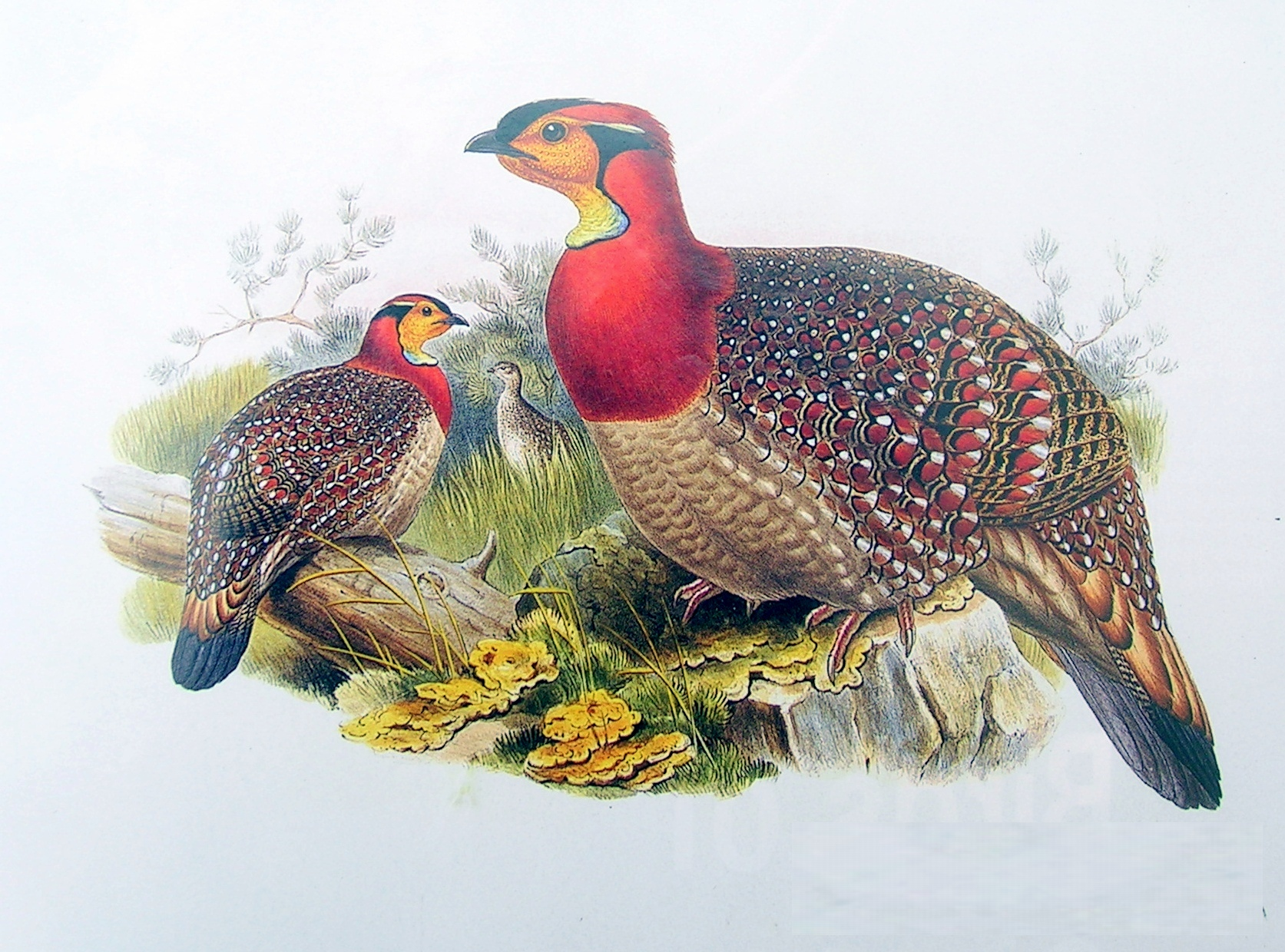
Blythtragopan illustriert von Joseph Wolf
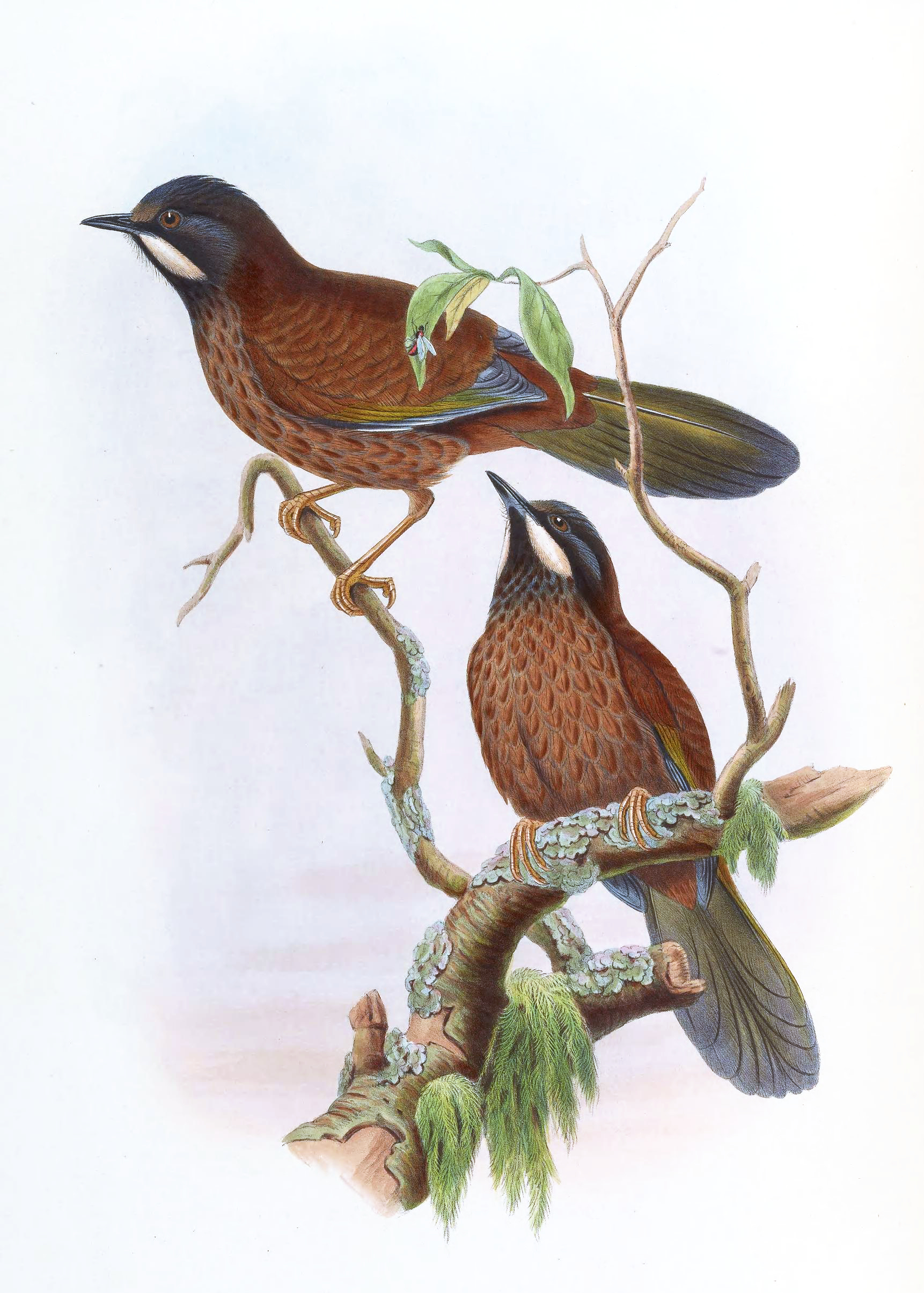
Trochalopteron affine blythii illustriert von John Gould

## Werke
- The Magazine of Natural History  1835 bis 1837
- Notices and Descriptions of various New or Little Known Species of Birds. In: The Journal of the Asiatic Society of Bengal. Band 14, Nr. 2, 1845, S. 546–602 (biodiversitylibrary.org).
- The Ornithology of India - A Commentary on Dr. Jerdon's 'Birds of India.' In: The Ibis (= New Series. Band 2). Nr. 9, 1867, S. 1–48 (biodiversitylibrary.org).
- Notes relating chiefly to the Birds of India. In: The Ibis (= New Series. Band 6). Nr. 22, 1870, S. 157–176 (biodiversitylibrary.org).
- erweitert durch William Bernhard Tegetmeier: The Natural History of the Cranes. Horace Cox and E. H. Porter, London 1881 (biodiversitylibrary.org).